# Koleoryza
Koleoryza – pochwa osłaniająca korzeń pierwotny zarodka traw. Prawdopodobnie jest tworem stanowiącym przystosowanie do rozwoju zarodka w nasieniu okrytym zwykle szczątkową łupiną nasienną i usytuowanym na skraju nasienia wypełnionego poza tym bielmem.